# Lauryn Williams
Lauryn Chenet Williams (Rochester, 11 settembre 1983) è una velocista e bobbista statunitense, campionessa mondiale dei 100 metri piani ad Helsinki 2005.
Specializzata nella velocità, può vantare in carriera anche due titoli di campionessa mondiale (2005 e 2007) ed uno di campionessa olimpica (2012) nella staffetta 4×100 metri. Nel bob, sport a cui si dedica dal 2013, ha conquistato la medaglia d'argento ai Giochi olimpici di Soči 2014, nel ruolo di frenatrice del team pilotato da Elana Meyers.

## Biografia
Dopo essersi messa in luce ai Mondiali juniores del 2002 a Kingston con l'oro nei 100 metri, Lauryn Williams vince l'argento, sempre sui 100 metri piani ai Giochi olimpici di Atene del 2004 dietro alla bielorussa Julija Nescjarėnka.
Nel 2005, ai Mondiali di Helsinki, vince l'oro sia nei 100 metri che nella staffetta 4×100 metri, quest'ultima insieme alle connazionali Angela Daigle, Muna Lee e Me'Lisa Barber. Due anni dopo, ad Osaka, non riesce a difendere l'oro nei 100 m: accreditata dello stesso tempo al centesimo della giamaicana Veronica Campbell (11"01), perde il titolo per pochi millesimi. Si rifà parzialmente con un nuovo oro nella prova della staffetta 4×100 m, questa volta corsa insieme alle compagne Allyson Felix, Mikele Barber e Torri Edwards.
Nel 2008, ai Giochi olimpici di Pechino non riesce a salire sul podio dei 100 metri concludendo al quarto posto dietro alle tre giamaicane Fraser, Simpson e Stewart. Sorte simile le tocca anche ai Mondiali di Berlino dell'anno successivo, quando conclude la finale dei 100 al 5º posto con il tempo di 11"01.

### Il passaggio al bob
Dal novembre 2013 si dedica al bob nel ruolo di frenatrice spingendo sul ghiaccio i team statunitensi pilotati da Elana Meyers e Jazmine Fenlator. Con la Fenlator ottiene il suo primo podio in Coppa del mondo a Park City il 7 dicembre 2013. Conquista la sua prima vittoria ad Igls nella penultima gara della stagione 2014 sul bob pilotato da Jamie Greubel.
Prende parte ai Giochi olimpici di Soči 2014 conquistando, in coppia con Elana Meyers-Taylor, la medaglia d'argento, battute dall'equipaggio canadese composto da Kaillie Humphries e Heather Moyse e precedendo le connazionali Jamie Greubel-Poser ed Aja Evans.

## Progressione

### 100 metri piani
| Stagione | Tempo            | Luogo          | Data      | Rank. Mond. |
| -------- | ---------------- | -------------- | --------- | ----------- |
| 2013     | 11"00 (+1,7 m/s) | Des Moines     | 21-6-2013 | 14ª         |
| 2012     | 11"15 (+1,4 m/s) | Eugene         | 23-6-2012 | 37ª         |
| 2011     | 11"15 (+2,0 m/s) | Eugene         | 4-6-2011  | 28ª         |
| 2010     | 11"41 (+1,1 m/s) | Nuoro          | 14-7-2010 | 112ª        |
| 2009     | 11"01 (-0,1 m/s) | Berlino        | 17-8-2009 | 8ª          |
| 2009     | 11"01 (+0,1 m/s) | Berlino        | 17-8-2009 | 8ª          |
| 2008     | 10"90 (+1,8 m/s) | Eugene         | 28-6-2008 | 7ª          |
| 2007     | 11"01 (-0,2 m/s) | Osaka          | 27-8-2007 | 6ª          |
| 2006     | 11"09 (+1,5 m/s) | Heusden-Zolder | 22-7-2006 | 13ª         |
| 2005     | 10"88 (+0,4 m/s) | Zurigo         | 19-8-2005 | 3ª          |
| 2004     | 10"96 (-0,1 m/s) | Atene          | 21-8-2004 | 5ª          |
| 2003     | 11"12 (+1,6 m/s) | Santo Domingo  | 6-6-2003  | 16ª         |
| 2002     | 11"33 (-0,2 m/s) | Kingston       | 17-7-2002 | 54ª         |
| 2001     | 11"65 (-0,1 m/s) | Raleigh        | 15-6-2001 | 248ª        |
| 2000     | 11"70 (+0,2 m/s) | Raleigh        | 17-6-2000 | 354ª        |

### 200 metri piani
| Stagione | Tempo            | Luogo        | Data      | Rank. Mond. |
| -------- | ---------------- | ------------ | --------- | ----------- |
| 2013     | 22"58 (+0,1 m/s) | Coral Gables | 13-4-2013 | 19ª         |
| 2012     | 22"96 (+0,7 m/s) | Zurigo       | 30-8-2012 | 74ª         |
| 2011     | 22"65 (+1,7 m/s) | Coral Gables | 16-4-2011 | 21ª         |
| 2009     | 22"34 (+1,7 m/s) | New York     | 30-5-2009 | 6ª          |
| 2008     | 22"59 (-0,1 m/s) | Eugene       | 5-7-2008  | 22ª         |
| 2007     | 22"70 (-1,5 m/s) | Rethymno     | 18-7-2007 | 24ª         |
| 2006     | 22"87 (-0,4 m/s) | Indianapolis | 24-6-2006 | 37ª         |
| 2005     | 22"27 (+1,2 m/s) | Carson       | 22-5-2005 | 3ª          |
| 2004     | 22"46 (-0,3 m/s) | Coral Gables | 10-4-2004 | 10ª         |
| 2003     | 23"25 (0,0 m/s)  | Coral Gables | 12-4-2003 | 84ª         |
| 2002     | 23"64 (+0,7 m/s) | Storrs       | 4-5-2002  | 170ª        |

## Palmarès

### Atletica leggera
| Anno | Manifestazione      | Sede          | Evento      | Risultato | Prestazione | Note                                     |
| ---- | ------------------- | ------------- | ----------- | --------- | ----------- | ---------------------------------------- |
| 2002 | Mondiali juniores   | Kingston      | 100 m piani | Oro       | 11"33       | Miglior prestazione personale            |
| 2002 | Mondiali juniores   | Kingston      | 4×100 m     | Argento   | 43"66       |                                          |
| 2003 | Giochi panamericani | Santo Domingo | 100 m piani | Oro       | 11"12       |                                          |
| 2003 | Giochi panamericani | Santo Domingo | 4×100 m     | Oro       | 43"06       |                                          |
| 2003 | Mondiali            | Saint-Denis   | 4×100 m     | Argento   | 41"83       | [ 1 ]                                    |
| 2004 | Giochi olimpici     | Atene         | 100 m piani | Argento   | 10"96       |                                          |
| 2004 | Giochi olimpici     | Atene         | 4×100 m     | Finale    | dnf         |                                          |
| 2005 | Mondiali            | Helsinki      | 100 m piani | Oro       | 10"93       |                                          |
| 2005 | Mondiali            | Helsinki      | 4×100 m     | Oro       | 41"78       | Miglior prestazione personale stagionale |
| 2006 | Mondiali indoor     | Mosca         | 60 m piani  | Argento   | 7"01        | Miglior prestazione mondiale stagionale  |
| 2007 | Mondiali            | Osaka         | 100 m piani | Argento   | 11"01       | Miglior prestazione personale stagionale |
| 2007 | Mondiali            | Osaka         | 4×100 m     | Oro       | 41"98       | Miglior prestazione mondiale stagionale  |
| 2008 | Giochi olimpici     | Pechino       | 100 m piani | 4ª        | 11"03       |                                          |
| 2008 | Giochi olimpici     | Pechino       | 4×100 m     | Batteria  | dq          |                                          |
| 2009 | Mondiali            | Berlino       | 100 m piani | 5ª        | 11"01       | Miglior prestazione personale stagionale |
| 2009 | Mondiali            | Berlino       | 4×100 m     | Batteria  | dnf         |                                          |
| 2012 | Giochi olimpici     | Londra        | 4×100 m     | Oro       | 40"82       | [ 1 ]                                    |

#### Altre competizioni internazionali
2004
- Bronzo alla World Athletics Final ( Monaco), 100 m piani - 11"21

2005
- Bronzo alla World Athletics Final ( Monaco), 100 m piani - 11"04

2007
- 5ª alla World Athletics Final ( Stoccarda), 100 m piani - 11"31
- 5ª alla World Athletics Final ( Stoccarda), 200 m piani - 22"94

2008
- 6ª alla World Athletics Final ( Stoccarda), 100 m piani - 11"22
- 6ª alla World Athletics Final ( Stoccarda), 200 m piani - 23"30

### Bob

#### Giochi olimpici
- 1 medaglia:
  - 1 argento (bob a due a Soči 2014).

#### Coppa del Mondo
- 5 podi (nel bob a due):
  - 2 vittorie;
  - 2 secondi posti;
  - 1 terzo posto.

#### Coppa del Mondo - vittorie
| Data            | Luogo | Paese   | Disciplina                             |
| --------------- | ----- | ------- | -------------------------------------- |
| 19 gennaio 2014 | Igls  | Austria | a due con Jamie Greubel (pilota)       |
| 6 febbraio 2015 | Igls  | Austria | a due con Elana Meyers-Taylor (pilota) |